# Aframomum cordifolium
Aframomum cordifolium är en enhjärtbladig växtart som beskrevs av John Michael Lock och J.B.Hall. Aframomum cordifolium ingår i släktet Aframomum och familjen Zingiberaceae. Inga underarter finns listade i Catalogue of Life.